# سالي وايت
سالي وايت هي عالمة اجتماع كندية، ولدت في 12 مايو 1959 في كندا.